# 高山白花杜鹃
高山白花杜鹃（学名：Rhododendron chionanthum），为杜鹃花科杜鹃花属下的一个种。

## 扩展阅读
維基物種上的相關：高山白花杜鹃